# Zapasy wielbłądów

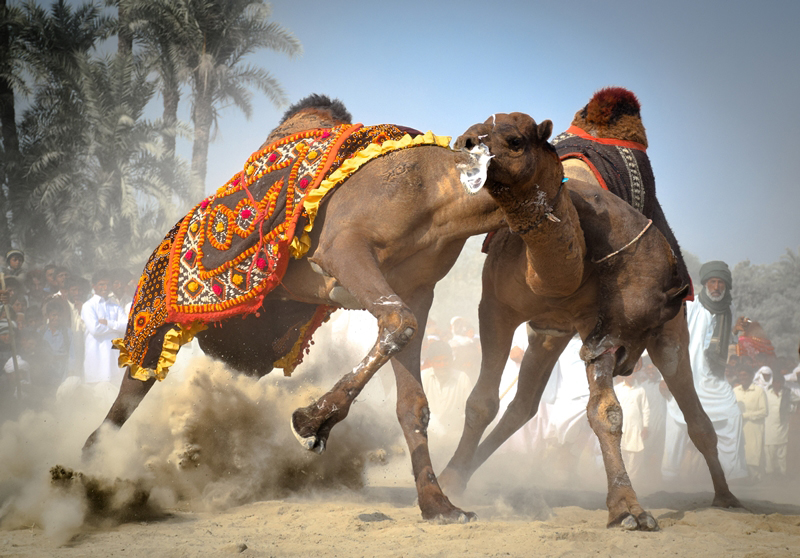
Zapasy wielbłądów w Pakistanie

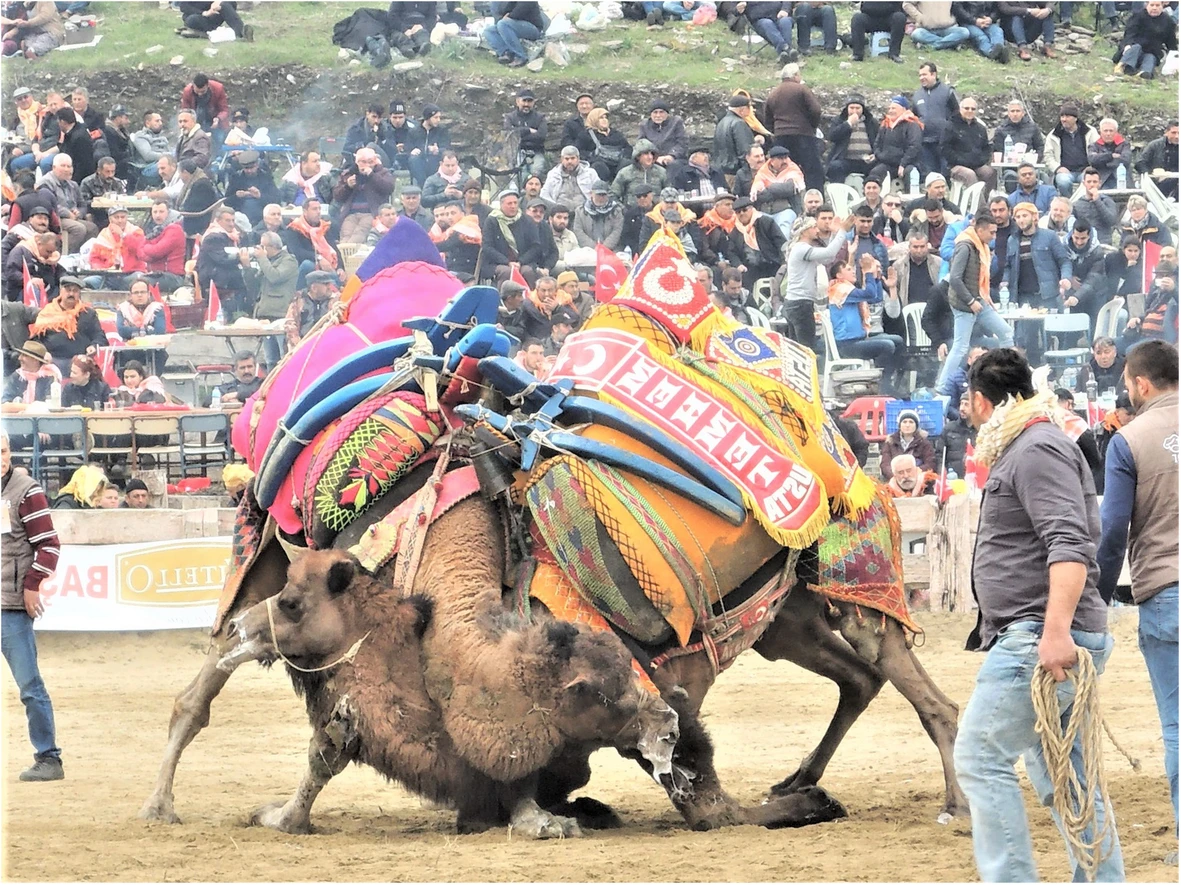
Zapasy wielbłądów w Turcji

Zapasy wielbłądów (tur. Deve güreşi) – tradycyjna impreza sportowa popularna głównie w Turcji i praktykowana w innych częściach Bliskiego Wschodu i Azji Południowej.
Zapasy wielbłądów organizowane były przez starożytne plemiona tureckie już 2400 lat temu. Obecnie najbardziej popularne są na prowincji w zachodniej Turcji, gdzie została zorganizowana profesjonalna liga. Zwierzęta są wystawiane przez wsie, miasteczka i osoby prywatne. Wielbłądy przeznaczone do zapasów nie pracują i są specjalnie przygotowywane do zawodów. Imprezy wspiera rząd Turcji uważając je za element dziedzictwa kulturowego kraju.

## Organizacja i przebieg zawodów
Zapasy odbywają się między listopadem a marcem w okresie godowym zwierząt. Przeprowadzane są na stadionach lub dużych placach. Na obrzeżu areny umieszcza się samicę w okresie rui. Walczą ze sobą dwa samce, które zwykle tylko ryczą i przepychają się nawzajem, zwycięża wielbłąd, który powali przeciwnika lub zmusi go do opuszczenia areny. Sport jest bezkrwawy, urazy zdarzają się rzadko, zapobiegają temu kagańce zakładane na pyski zwierząt. Walka między samcami trwa 10 minut, zwierzęta oceniane są przez sędziów za styl i wolę walki.
Zapasy wielbłądów mają charakter festiwali, rozpoczynają je parady zwierząt udekorowanych kilimami i makatami, organizowane są też konkursy piękności. W Arabii Saudyjskiej obok zapasów przeprowadza się również wyścigi wielbłądów. Sport nie budzi takich kontrowersji jak hiszpańska korrida jednak bywa krytykowany przez organizacje broniące praw zwierząt.
Zapasy wielbłądów bywają niebezpieczne dla widzów, zdarzały się wypadki stratowania przez uciekające z areny zwierzęta. Również pomiędzy właścicielami wielbłądów dochodzi do rękoczynów.